# دیلان تامبایدس
دیلان تامبایدس (به انگلیسی: Dylan Tombides) (زاده ۸ مارس ۱۹۹۴ - درگذشته ۱۸ آوریل ۲۰۱۴) بازیکن فوتبال اهل کشور استرالیا بوده است.
وی که سابقه بازی در باشگاه وستهام یونایتد و تیم ملی زیر ۲۱ سال و زیر ۲۳ سال استرالیا را دارد در ۱۸ آوریل ۲۰۱۴ به دلیل ابتلا به سرطان بیضه درگذشت.

## آمار
| باشگاه         | فصل        | لیگ  | لیگ | جام حذفی | جام حذفی | جام اتحادیه | جام اتحادیه | دیگر | دیگر | مجموع | مجموع |
| باشگاه         | فصل        | بازی | گل  | بازی     | گل       | بازی        | گل          | بازی | گل   | بازی  | گل    |
| -------------- | ---------- | ---- | --- | -------- | -------- | ----------- | ----------- | ---- | ---- | ----- | ----- |
| وستهام یونایتد | ۱۳–۲۰۱۲    | ۰    | ۰   | ۰        | ۰        | ۱           | ۰           | ۰    | ۰    | ۱     | ۰     |
| وستهام یونایتد | ۱۴–۲۰۱۳    | ۰    | ۰   | ۰        | ۰        | ۰           | ۰           | ۰    | ۰    | ۰     | ۰     |
| مجموع آمار     | مجموع آمار | ۰    | ۰   | ۰        | ۰        | ۱           | ۰           | ۰    | ۰    | ۱     | ۰     |